# 路易斯利浦
路易斯利浦（英語：Ruislip，/ˈraɪslɪp/）是大伦敦的一片城郊区域，是希靈登區的一部分。它从前也是一个教区，覆盖了Eastcote、Northwood、Ruislip Manor和South Ruislip等相邻区域。20世纪早期扩修倫敦地鐵促进了该地区的发展。1904年新建了一个同名地铁站，教区议会决定成立新的区以应对人口增长。1965年赖斯利普成为了希靈登區的一部分。